# Trường Trung học phổ thông Đinh Tiên Hoàng – Ba Đình
Trường Trung học Phổ thông Đinh Tiên Hoàng - Hà Nội là trường cấp ba dân lập nằm trên địa bàn Thành phố Hà Nội được thành lập vào 10/1989 bởi Chủ tịch Hội Giáo dục tâm lý Hà Nội Ts. Nguyễn Tùng Lâm và là một trong những trường dân lập đầu tiên sau khi Trường THPT Lương Thế Vinh, Hà Nội thành lập vào tháng 6/1989. Hiện tại trường có hai cơ sở đặt tại Phó Đức Chính, Chương Dương Độ.

## Lịch sử
Trường Trung học phổ thông Đinh Tiên Hoàng được thành lập ngày 24 tháng 10 năm 1989 theo quyết định của Ủy ban nhân dân thành phố Hà Nội, do Ts. Nguyễn Tùng Lâm làm chủ tịch. Trường thành lập với mục đích thu nhận những học sinh (HS) không được vào trường quốc lập hoặc đang học tại các trường quốc lập nhưng xếp loại yếu kém văn hóa, đạo đức, vi phạm kỷ luật bị các trường từ chối không cho học.
Khi thành lập trường, Sở GD&ĐT Hà Nội, Công đoàn ngành GD&ĐT Hà Nội và UBND TP Hà Nội mong muốn thực hiện Công ước quốc tế về quyền trẻ em, góp phần thực hiện công bằng giáo dục đối với trẻ em có hoàn cảnh khó khăn.
Những năm đầu thành lập, nhà trường thực hiện "mô hình giáo dục đặc biệt". Nhà trường tiếp nhận 60% HS yếu kém về khả năng học tập văn hóa. Ngoài ra, những HS có hoàn cảnh gia đình khó khăn cũng được vào trường học.
Năm 2015, trường Đinh Tiên Hoàng đã chuyển từ mô hình giáo dục đặc biệt sang mô hình không chọn lọc đầu vào cho sát đời sống thực tiễn hơn. Mô hình giáo dục của trường dựa trên mô hình đánh giá chất lượng giáo dục của UNESCO "giáo dục cho mọi người".
THPT Đinh Tiên Hoàng là ngôi trường đầu tiên triển khai phòng tư vấn tâm lý

## Thành Tích
Đến nay, hơn 10.000 HS của trường đã tốt nghiệp THPT, một số vào đại học, cao đẳng (40%), một số học trường nghề, rồi tự ra lập nghiệp.

## Mô hình giáo dục
Những năm đầu thành lập, nhà trường thực hiện "mô hình giáo dục đặc biệt". Nhà trường tiếp nhận 60% HS yếu kém về khả năng học tập văn hóa. Ngoài ra, những HS có hoàn cảnh gia đình khó khăn cũng được vào trường học.
Hiện nay, khi chuyển từ mô hình giáo dục đặc biệt sang mô hình giáo dục "không chọn lọc đầu vào", trường THPT Đinh Tiên Hoàng luôn chăm lo, đặt việc dạy người lên hàng đầu nhằm đảm bảo công bằng trong giáo dục. Một nền giáo dục tiên tiến là nền giáo dục phải chăm lo, ưu tiên cho những học sinh gặp khó khăn.